# Mount Shuksan Waterfalls

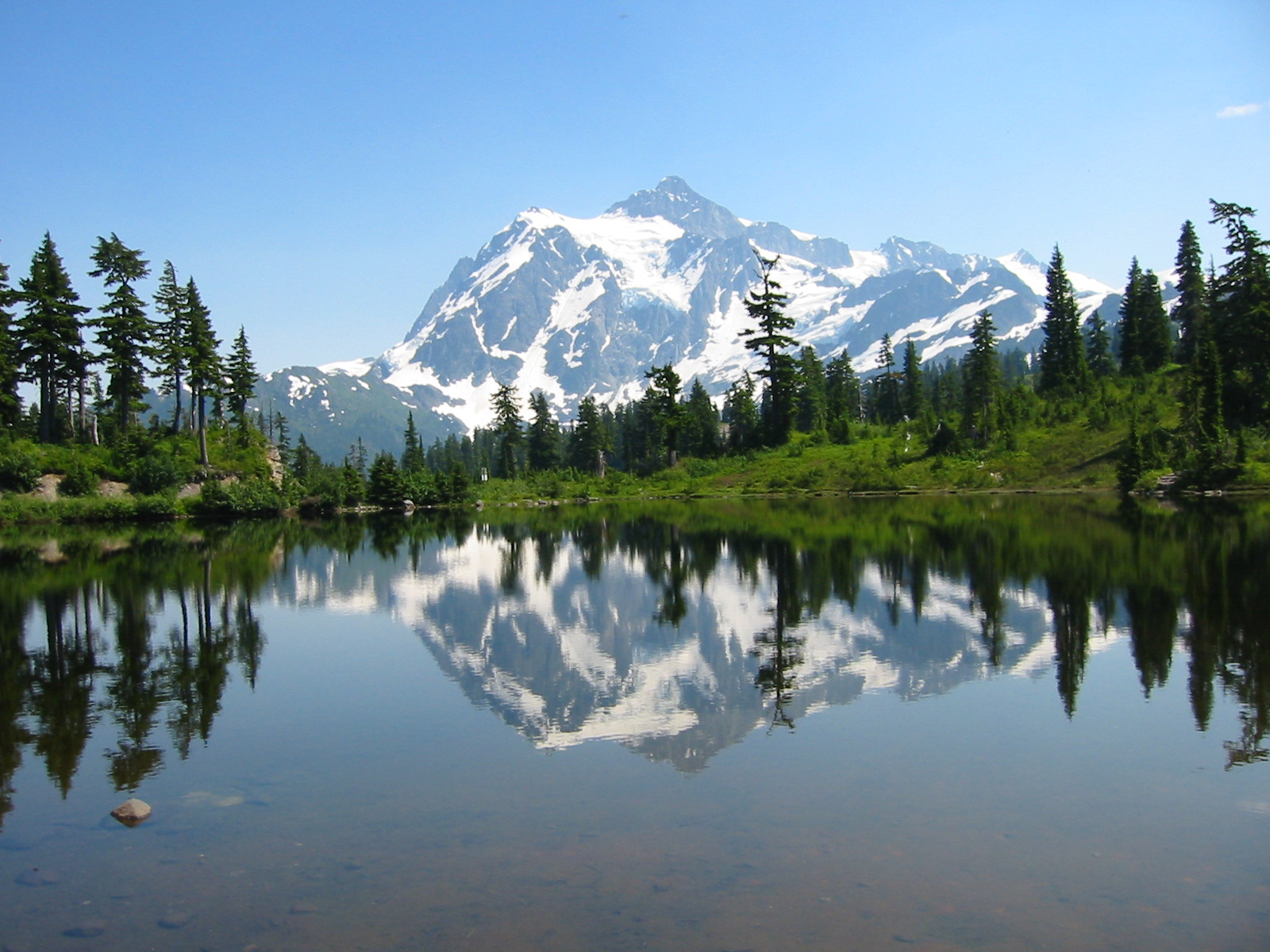
Mount Shuksan

Es gibt vier markante Wasserfälle im Einzugsgebiet eines kurzen Zuflusses zum Sulphide Creek an der Südostflanke des 2.781 Meter hohen Mount Shuksan im North Cascades National Park im US-Bundesstaat Washington. Seahpo Peak Falls und Cloudcap Falls, die höheren der vier, liegen an jeweils eigenen Bächen, die sich vereinigen und weiter über den Rockflow Canyon Falls stürzen. Der unbenannte Abfluss dieser Wasserfälle mündet in den Sulphide Creek, welcher seinerseits in den Baker River mündet. Ein weiterer Wasserfall ist der Jagged Ridge Falls an einem Zufluss jenes unbenannten Baches.

## Seahpo Peak Falls
Die Seahpo Peak Falls sind eine Kaskade von Wasserfällen an einem unbenannten Gletscherbach, der vom Seahpo Peak kommt. Als größter (wenngleich nicht höchster) der Wasserfälle am Mount Shuksan fällt er in sechs Stufen über 670 m abwärts; die höchste Stufe ist 152 m hoch. Der mittlere Abfluss beträgt 0,99 m³/ s.
Er liegt nahe den fünf Wasserfällen des Sulphide Basin.
Der Name stammt aus dem Chinook Wawa und bedeutet „Kappe“.

## Cloudcap Falls
Die Cloudcap Falls sind eine 2.400 ft (732 m) hohe Kaskade mit einer Lauflänge von 5.000 ft (1.524 m) unterhalb der Jagged Ridge nahe dem Mount Shuksan. Sie sind ein wenig niedriger als die Seahpo Peak Falls, dabei aber deutlich saisonaler und haben einen geringeren Abfluss (im Mittel 0,85 m³/ s). Die lange Kaskade hat keine markanten Einzelstufen.

## Rockflow Canyon Falls
Bei den Rockflow Canyon Falls handelt es sich eigentlich um Stromschnellen mit einem Höhenunterschied von 60 Metern und einem mittleren Abfluss von 2,8 m³/ s am Zusammenfluss der Abläufe von Seahpo Peak Falls und Cloudcap Falls. Es ist der letzte Wasserfall an den Bächen, die schließlich in den Sulphide Creek münden. Einige Monate im Jahr kann er als Tandem-Fall (beide Fälle hintereinander) mit einem weiteren von ähnlicher Höhe beobachtet werden.

## Jagged Ridge Falls
Die Jagged Ridge Falls befinden sich auf 48° 48′ 12″ N, 121° 33′ 54″ W.